# Lijst van steden in Arizona
Hieronder staat een lijst van steden in Arizona.
- Aquila
- Ajo
- Alpine
- Apache Junction
- Ash Fork
- Avondale
- Bagdad
- Benson
- Bisbee
- Black Canyon City
- Bouse
- Brenda
- Buckeye
- Bullhead City
- Camp Verde
- Carefree
- Casa Grande
- Cave Creek
- Chandler
- Chinle
- Chino Valley
- Chloride
- Clarkdale
- Coolidge
- Cottonwood
- Crown King
- Dewey-Humboldt
- Douglas
- Duncan
- Eagar
- Ehrenberg
- El Mirage
- Eloy
- Flagstaff
- Florence
- Fountain Hills
- Gila Bend
- Gilbert
- Glendale
- Globe
- Goodyear
- Green Valley
- Greer
- Guadalupe
- Heber Springs
- Holbrook
- Hope
- Huachuca City
- Jerome
- Kearny
- Kingman
- Lake Havasu City
- Lake Powell
- Litchfield Park
- Lukeville
- Mammoth
- Marana
- Mesa
- Nogales
- Oatman
- Oro Valley
- Page
- Paradise Valley
- Parker
- Patagonia
- Payson
- Peoria
- Phoenix
- Pinetop-Lakeside
- Prescott
- Prescott Valley
- Quartzsite
- Queen Creek
- Safford
- Sahuarita
- Salome
- Scottsdale
- Sedona
- Show Low
- Sierra Vista
- Snowflake
- Somerton
- Sonoita
- Springerville
- St. Johns
- Sun City
- Sun City West
- Supai
- Superior
- Surprise
- South Tucson
- Tempe
- Thatcher
- Tolleson
- Tombstone
- Tubac
- Tucson
- Verde Valley
- Wellton
- Wenden
- Wickenburg
- Willcox
- Williams
- Winslow
- Youngtown
- Yuma